# Batalla de Pegu
La batalla de Pegu fue un enfrentamiento durante la campaña de Birmania en la Segunda Guerra Mundial. Librada del 3 al 7 de marzo de 1942, comprometía la defensa de Rangún en Birmania. Las fuerzas japonesas se acercaron al Ejército Indio Británico que estaba desplegado cerca de Pegu.
Con la 17.ª División de Infantería diezmada y dispersa, las fuerzas disponibles para toda Birmania eran la 1.ª División Birmana y la 7.ª Brigada Blindada, equipadas con tanques ligeros Stuart o "Honey" de fabricación estadounidense. Los comandantes británicos ya habían decidido no defender Rangún, pero su nueva estrategia se basaba en convencer a los japoneses de que Rangún estaría fuertemente defendido.
Las fuerzas británicas/indias que combatieron en Pegu fueron la 7.ª de Húsares Propios de la Reina, los Cameronianos (fusileros escoceses), el 2.º Batallón del 12.º Regimiento de la Fuerza Fronteriza y los elementos supervivientes de la 17.ª de Infantería; el Regimiento de Yorkshire del Oeste, el 1.º Batallón, el 4.º de Fusileros Gurkha del Príncipe de Gales, el 7.º de Rifles Gurkha del Duque de Edimburgo y el 4.º Batallón del 12.º Regimiento de la Fuerza Fronteriza.

## La batalla

### Payagyi
El Escuadrón "B" del 7.° de Húsares, al mando del Mayor G.C. Davies-Gilbert, llegó a la aldea de Payagyi y se encontró con los japoneses que ya estaban allí. La visibilidad era escasa y la comunicación por radio difícil. Después de un breve enfrentamiento con la infantería, los tanques ligeros Stuart (apodados "Honey" en los ejércitos británico y de la Commonwealth) abrieron fuego y destruyeron dos tanques japoneses Tipo 95 Ha-Go. Siguió una batalla confusa, en la que se destruyeron dos Tipo 95 más, su tripulación abandonó otro Tipo 95 y se capturaron cuatro cañones antitanque japoneses. Luego llegó la orden de que los británicos se trasladaran a Hlegu.

### Hlegu
Hlegu también estaba en manos japonesas cuando se acercaron los británicos. Los japoneses habían erigido una barricada y la defendieron con cócteles molotov, inutilizando uno de los Honey. Al final, se vieron obligados a retirarse ante el intenso fuego de los tanques. El capellán del 7.° Regimiento de húsares, el reverendo Neville Metcalfe, recibió una Orden del servicio distinguido de inmediato por sus acciones para ayudar a los británicos heridos y realizar servicios de entierro para los muertos, a pesar de haber sido herido por fuego de mortero.

## Consecuencias
El general Alexander se dio cuenta de que Rangún estaba condenado y su nuevo plan implicaba una retirada a Prome, unos 300 km al norte. El objetivo, convencer a los japoneses de que se defendería Rangún, se había logrado.
El Ejército Indio Británico se trasladó a Taukkyan esa noche.

### Distinciones
El sistema británico y de la Commonwealth de honores de batalla reconoció la participación en la batalla de Pegu en 1956, 1957 y 1962 otorgando a una unidad el honor de la batalla de Pegu 1942 y el condecoró a seis unidades por resistir la invasión japonesa de Birmania entre el 6 y el 7 de marzo de 1942.